# Crângu
Crângu è un comune della Romania di 1 604 abitanti, ubicato nel distretto di Teleorman, nella regione storica della Muntenia. 
Il comune è formato dall'unione di 2 villaggi: Crângu e Secara.
Nel 2003 si sono staccati da Crângu i villaggi di Dracea, Florica e Zlata, andati a formare il comune di Dracea.